# Покемон: Първият филм
„Покемон: Първият филм“ (на английски: Pokémon: The First Movie) (на японски: Pocket Monsters the Movie: Mewtwo Strikes Back! (劇場版ポケットモンスター ミュウツーの逆襲 Gekijōban Poketto Monsutā: Myūtsū no Gyakushū) е японски анимационен филм от 1998, режисиран от Кунихико Юяма. Това е и първият пълнометражен филм от поредицата Покемон.

## Синхронен дублаж
„Покемон: Първият филм“ има синхронен дублаж в студио 2 на дублажното студио Александра Аудио по поръчка на Александра Видео през 2002 г. Екипът се състои от:
| Изпълнителен продуцент | Васил Новаков |
| Превод                 | Веселина Пършорова |
| Режисьор на дублажа    | Василка Сугарева |
| Тонрежисьори           | Стамен Янев Евгени Парцалев |
| Озвучаващи артисти     | Живка Донева Петя Абаджиева Поля Цветкова Кирил Бояджиев Иван Балсамаджиев Христо Чешмеджиев Станислав Димитров Александър Воронов |